# Bombylius altivolans
Bombylius altivolans är en tvåvingeart som beskrevs av Francois 1969. Bombylius altivolans ingår i släktet Bombylius och familjen svävflugor.
Artens utbredningsområde är Afghanistan. Inga underarter finns listade i Catalogue of Life.